# فربک
فربک (به انگلیسی: Firbeck) یک روستا و محله مدنی در بریتانیا است که در کلان‌شهر مستقل راترهام واقع شده‌است. فربک ۲۹۹ نفر جمعیت دارد.